# 倉真温泉
倉真温泉（くらみおんせん）は、静岡県掛川市倉真にある温泉。

## 泉質
- アルカリ性単純硫黄泉
- 源泉温度18℃の冷鉱泉

## 温泉街
山間部に三軒の温泉宿が存在する。

### 宿泊施設一覧
- 真砂館
- 翠月
- 落合荘

## 歴史
慶長年間（1596年 - 1615年）に発見されたと伝えられている。

## アクセス
- 掛川市自主運行バス倉真線「倉真温泉」停留所から徒歩約4分。（東海道新幹線・JR東海道線・天竜浜名湖鉄道線掛川駅からバスで31・33倉真温泉行バスで約25分。）タクシーの場合は約15分。
- 東名高速道路掛川インターチェンジから車で約20分